# Эспаон
Эспао́н (фр. Espaon) — коммуна во Франции, находится в регионе Юг — Пиренеи. Департамент — Жер. Входит в состав кантона Ломбес. Округ коммуны — Ош.
Код INSEE коммуны — 32124.

## География

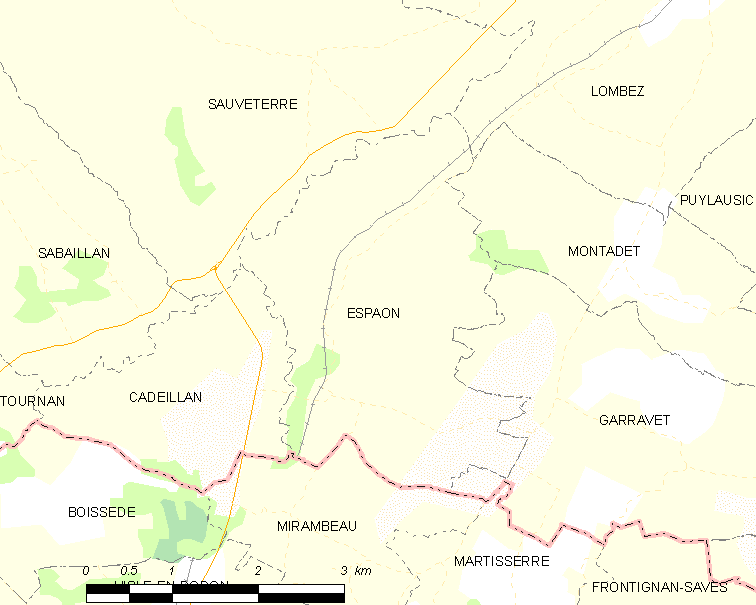
Карта коммуны

Коммуна расположена приблизительно в 620 км к югу от Парижа, в 55 км юго-западнее Тулузы, в 34 км к юго-восточнее от Оша.
На востоке коммуны протекает река Сав.

## Климат
Климат умеренно-океанический. Лето жаркое и немного дождливое, температура часто превышает 35 °С. Зимой часто бывает отрицательная температура и ночные заморозки. Годовое количество осадков — 700—900 мм.

## Население
Население коммуны на 2010 год составляло 195 человек.
| 1962 | 1968 | 1975 | 1982 | 1990 | 1999 | 2010 |
| ---- | ---- | ---- | ---- | ---- | ---- | ---- |
| 196  | 189  | 162  | 167  | 161  | 146  | 195  |

## Администрация
| Период | Период | Фамилия         | Партия | Примечания |
| ------ | ------ | --------------- | ------ | ---------- |
| 2001   | 2008   | Франсис Намартр |        |            |
| 2008   | 2020   | Мишель Траверс  |        |            |

## Экономика
В 2010 году среди 115 человек трудоспособного возраста (15-64 лет) 88 были экономически активными, 27 — неактивными (показатель активности — 76,5 %, в 1999 году было 71,0 %). Из 88 активных жителей работали 79 человек (40 мужчин и 39 женщин), безработных было 9 (4 мужчины и 5 женщин). Среди 27 неактивных 6 человек были учениками или студентами, 12 — пенсионерами, 9 были неактивными по другим причинам.